# 稲田献一
稲田 献一（いなだ けんいち、1925年3月8日 - 2002年5月17日）は、日本の経済学者。

## 略歴
群馬県出身。旧制群馬県立桐生中学校、旧制第一高等学校を経て、東京大学理学部数学科卒業、同大学院修了。東京都立大学教授、大阪大学社会経済研究所教授。1988年定年退官、名誉教授。専門は数理経済学、進化経済学。数学から経済学に転向し、進化論と経済の関連について述べた。

## 著書
- 『リニアー・プログラミングの理論と応用』ダイヤモンド社 1957
- 『現代経済分析 限界分析とリニア・プログラミング』弘文堂 現代経済学シリーズ　1959
- 『新しい経済学 ビジョンと実証』日本経済新聞社 1965
- 『経済数学の手ほどき』日本経済新聞社 日経文庫　1965
- 『価格論入門』日本評論社 叢書・現代経済学入門 1971
- 『経済学の散歩道』日本経済新聞社 1977
- 『弱者の経済学』東洋経済新報社 東経選書　1977

### 共編著
- 『現代経済理論のための数学入門 ベクトル・行列・ゲームの理論』岡本哲治共著 日本評論新社 1958
- 『経済成長の理論と計測』内田忠夫共編 岩波書店 1966
- 『経済数学のすすめ』岡本哲治共編 有斐閣 経済学基礎セミナー 1972
- 『経済発展のメカニズム その理論と実証』関口末夫, 庄田安豊共著 創文社 数量経済学選書 1972
- 『現代経済学 5 経済発展と変動』宇沢弘文共著　岩波書店 1972
- 『近代経済学再考』岡本哲治,早坂忠共編 有斐閣選書　1974
- 『日本の技術革新 技術立国への道をさぐる』編 有斐閣選書　1981
- 『現代サイエンス探訪 最先端を知る楽しみ』編 日本経済新聞社 1983

### 翻訳
- レオナルド・シルク『現代の経済学者 5大エコノミストの栄光と苦悩』八木甫共訳 日本経済新聞社 1978

## 論文
- <稲田献一